# Haematostaphis barteri
Espèce
Haematostaphis barteri est une espèce d'arbres tropicaux de la famille des Anacardiaceae et du genre Haematostaphis.

## Étymologie
Son épithète spécifique barteri rend hommage au botaniste britannique Charles Barter, des Jardins botaniques royaux de Kew.

## Description
Les fruits, de la taille d'une petite prune et de couleur rouge violacée, se présentent en grappes. 

## Utilisation
Les fruits sont comestibles.

Au Nord Cameroun, les Peuls les associent à ceux du tamarinier pour préparer une décoction contre la toux.

Résistant aux termites, le bois est utilisé pour fabriquer mortiers et pilons.